# Лоусон, Генри
Генри Лоусон (англ. Henry Lawson) — австралийский писатель и поэт, признанный классик национальной литературы.

## Биография, творчество
Сын норвежского моряка Питера Ларсена, осевшего в Австралии в период «золотой лихорадки» 1860-х гг. и переделавшего свою фамилию на английский лад и австралийки Луизы Элбери. Еще в школе Лоусон начал писать стихи, а в 1887 г. стихотворение «Песнь республики» появилось в печати; вскоре увидели свет и другие его поэтические произведения, а также рассказы. Литературную деятельность писатель вынужден был сочетать с трудовой, сменив в разные годы множество профессий. Поиск источников заработка вынуждал его отправляться в Квинсленд (Брисбен), Новый Южный Уэльс, Западную Австралию (Перт), Новую Зеландию, Лондон.
Творчество Генри Лоусона достигло расцвета в 1890-е — начале 1900-х гг. — времени выплеснувшихся наружу острых социальных конфликтов. За первой книгой «Рассказы в прозе и стихах» (1894), последовали поэтический сборник «В дни, когда мир был широк» (1896), книги рассказов «Пока кипит котелок» (1896), «По дорогам и за изгородями» (1900), сборник стихов и рассказов «Дети буша» (1902). У себя на родине Лоусон завоевал популярность прежде всего как поэт-демократ. В его стихах просто и выразительно говорилось о том, что тревожило городских бедняков и обитателей сельской Австралии, чью жизнь он знал «из первых рук»; многие его произведения тех лет проникнуты революционным пафосом.
Однако мировую известность принесли Лоусону именно рассказы, сложившиеся в своего рода сагу об Австралии и в то же время наполненные глубоким общечеловеческим содержанием. Вера в духовные возможности человека, в силу товарищеской солидарности не покидала писателя, поэтому его рассказы, имеющие нередко трагическую концовку, не оставляют впечатления безнадежности. Отзывчивость, великодушие, готовность помочь в беде, насмешливый юмор — эти качества лоусоновских героев, простых австралийцев, помогают им переносить жизненные невзгоды.
Вместе с тем тональность произведений писателя с годами менялась, о чем свидетельствуют книги «Когда я был королём и другие стихотворения» (1905), «Всадники на горизонте и другие стихотворения» (1910), книга рассказов «Треугольники жизни» (1913), наконец последнее прижизненное издание — «Избранные стихотворения» (1918). Питавшие творчество Лоусона «бурные девяностые» ушли в прошлое, унеся с собой многие надежды; сказались и семейные неурядицы (его оставили две жены), постоянная нужда, неодолимая тяга к спиртному. В последних стихотворениях чувствуется усталость человека, выдохшегося в бесплодной борьбе с людскими и социальными пороками. Сентиментальность, снимавшаяся прежде юмором, охотно допускается им теперь в прозу. Но писать Лоусон продолжал до конца дней — его жизнь оборвалась в момент работы над новым стихотворением.
Похоронен поэт (благодаря хлопотам третьей жены Изабеллы Байерс) в восточном пригороде Сиднея на кладбище Уэверли.

## Сборники
- 1896 В дни, когда мир был широк сборник стихов
- 1896 Покуда закипит котелок сборник рассказов
- 1900 По дорогам и за изгородями сборник рассказов
- 1901 Джо Вильсон и его товарищи сборник рассказов
- 1902 Дети буша сборник стихов и рассказов
- 1910 Всадники на горизонте сборник стихов
- 1913 Треугольники жизни сборник рассказов
- 1961 Рассказы (в переводах под ред. Р. Бобровой)
- 2004 Свэгмен стихотворения Генри Лоусона в переводах Галины Усовой

## Эпонимы
В честь писателя был назван австралийский вид бородатых ящериц — Pogona henrylawsoni.